# Siatka dyfrakcyjna echelle

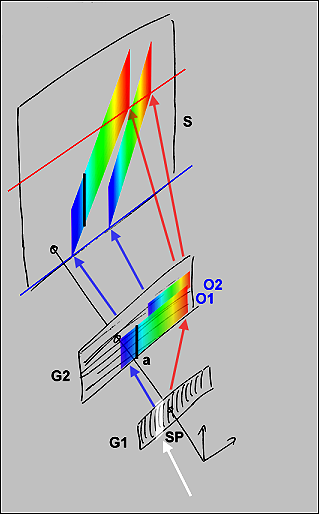
Zasada działania spektrografu echelle: G1 – siatka echelle, G2 – separator (zwykła siatka lub pryzmat), S – detektor

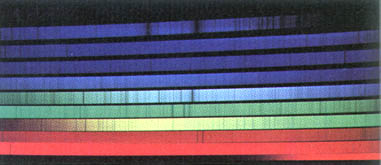
Widmo Słońca uzyskane przy pomocy spektrografu echelle

Siatka dyfrakcyjna echelle (od fr. echelle – schody lub drabina) to rodzaj siatki dyfrakcyjnej zoptymalizowanej pod kątem wzmocnienia światła w wysokich rzędach widma. Wykonywana jest jako siatka typu odbiciowego. Na jej powierzchni znajdują się schodkowate nacięcia napylone warstwą metalu odbijającego światło, których szerokość i wysokość jest dobrana w taki sposób, żeby uzyskać jasny obraz wysokich rzędów widma dla dużych kątów padania wiązki światła. Ponieważ wysokie rzędy widma w znacznym stopniu nakładają się na siebie, w celu praktycznego wykorzystania takiej siatki konieczne jest zastosowanie dodatkowego elementu separującego, którym może być szklany pryzmat lub zwykła siatka dyfrakcyjna umieszczona na drodze światła odbitego od siatki echelle. Siatka tego rodzaju jest wykorzystywana m.in. w astronomicznych spektrografach wysokiej rozdzielczości, takich jak HARPS.